# 孙甘露
孙甘露（1959年7月10日—），男，祖籍山东荣成，生于上海，中国作家，现任上海市文学艺术界联合会副主席，中国作家协会主席团委员、上海市作家协会主席。2023年，長篇小說《千里江山图》獲得第十一屆茅盾文學獎。